# Doinița Oancea
Mihaela Doinița Oancea (n. 15 februarie 1983, București, România) este o actriță româncă, de film recunoscută pentru rolurile sale în seriale de succes precum Inimă de țigan, Moștenirea sau Lia - Soția soțului meu.

## Filmografie
- Inimă de țigan[4] (2007 - 2008) - Minodora Potcovaru;
- Regina (2008 - 2009) - Minodora Potcovaru State - Student la Sobona (2009) - Minodora Potcovaru;
- State de România (2009) - Minodora Potcovaru;
- State și Flacăra - Vacanță la Nisa (2010) - Minodora Potcovaru;
- Moștenirea (2010 - 2011) - Minodora Potcovaru;
- S-a furat mireasa (2012) - Lola;
- Îngeri pierduți (2012 - 2013) - Aura Rusu;
- Fetele lui dom' profesor (2014) - Mela;
- O grămadă de caramele (2016) - Pamela;
- Fructul oprit (două sezoane - 2017 - 2019) - Tanța;
- Când mama nu-i acasă - 2017 - Pamela;
- CulTour - 2018 - ea însăși
- Sacrificiul (2019 - 2020) - Narcisa.
- Lia - soția soțului meu (2023 - 2024) - Gabriela Vornicu
- Iubire cu parfum de lavandă (2024 - prezent) - Chanela